# 마크 메도스

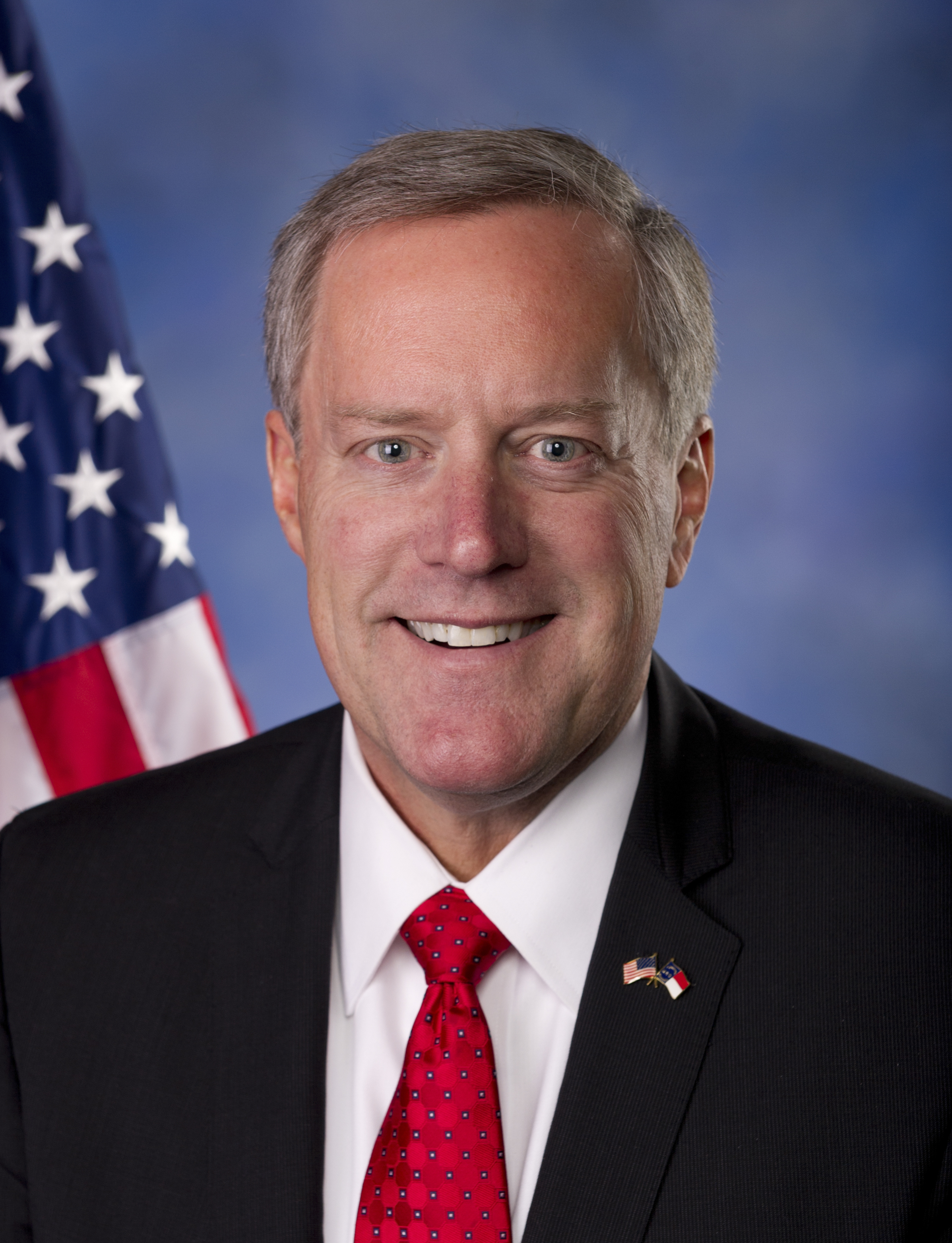
2012년 공식 초상화

마크 메도스(Mark Meadows, 본명: 마크 랜달 메도스, Mark Randall Meadows, 1959년 7월 28일 ~)는 트럼프 행정부에서 2020년부터 2021년까지 제29대 백악관 비서실장을 역임한 미국의 정치인이다. 공화당 의원인 그는 또한 2013년부터 2020년까지 노스캐롤라이나 11번째 하원의원 선거구의 미국 대표를 역임했다. 입법 재임 기간 동안 메도스는 2017년부터 2019년까지 프리덤 코커스의 의장을 맡았다. 그는 비서실장으로 임명되기 전 미국 하원에 있을 때 도널드 트럼프의 가장 가까운 사람 중 한 명으로 간주되었다.
티 파티 공화당원인 메도스는 프리덤 코커스의 창립 멤버였다. 그는 의회에 재직하는 동안 가장 보수적인 공화당 의원 중 한 명이었으며 2013년 미국 연방 정부 폐쇄에서 중요한 역할을 했다. 그는 또한 하원 의장에서 존 베이너(John Boehner)를 축출하려고 했다.
메도스는 2020년 3월 31일 의회에서 사임하여 백악관 비서실장이 되었다. 그는 비서실장으로서 트럼프 행정부의 코로나19 대응에 영향력 있는 역할을 했다. 그는 식품의약국(FDA)에 코로나19 백신 시험에 대해 덜 엄격한 지침을 채택하도록 압력을 가했고 백악관 전염병 전문가들이 트럼프의 수사에 "메시지를 따르지" 않는다고 경고했다. 2020년 10월 메도스는 "대유행을 통제"하려는 노력은 소용없다고 말하면서 대신 백신과 치료법으로 이를 억제할 계획을 강조했다. 2020년 가을 백악관 직원들 사이에 바이러스가 확산되자 그는 자신의 사건을 포함해 사건을 은폐하려 한 것으로 알려졌다. 트럼프가 2020년 대선에서 패한 뒤, 메도스는 선거 결과를 뒤집고 정권을 유지하려는 트럼프의 실패한 노력에 동참했다.
2021년 12월 14일, 메도스는 1월 6일 선정 위원회와의 협력을 거부했다는 이유로 의회 모독죄로 기소되었다. 그는 워터게이트 스캔들 이후 첫 번째 백악관 비서실장이자 의회 모독죄로 기소된 최초의 전직 의원이다. 모욕죄는 법무부에 회부됐으나 기소를 거부했다.
2022년 10월 26일, 사우스캐롤라이나 순회 판사는 조지아에서 2020년 대선 결과를 뒤집으려는 공화당의 노력을 조사하는 조지아 대배심 앞에서 증언하라고 메도스에게 명령했다. 대배심은 풀턴 카운티 지방검사 파니 윌리스(Fani Willis)가 임명했으며, 조사는 "2020년 11월 조지아 및 기타 지역 선거 결과에 영향을 미치기 위한 여러 주정부의 공동 노력"을 조사하고 있다고 말했다.
2023년 8월 14일, 그는 2020년 조지아 선거와 관련하여 기소된 다른 18명과 함께 기소되었다. 메도스는 해리 로빈스 홀더먼에 이어 형사 고발을 받은 두 번째 백악관 비서실장이다.
주 법무장관이 발표한 바에 따르면, 2024년 4월 24일, 메도스는 조 바이든의 2020년 주 승리를 방해하려는 시도와 관련된 여러 혐의와 함께 중범죄 혐의로 애리조나 대배심에 의해 기소되었다.

## 역대 선거 결과
| 선거명      | 직책명                               | 대수  | 정당   | 득표율 | 득표수    | 결과 | 당락                           |
| ----------- | ------------------------------------ | ----- | ------ | ------ | --------- | ---- | ------------------------------ |
| 2012년 선거 | 하원의원 (노스캐롤라이나 제11선거구) | 113대 | 공화당 | 57.42% | 190,319표 | 1위  | 노스캐롤라이나주 하원의원 당선 |
| 2014년 선거 | 하원의원 (노스캐롤라이나 제11선거구) | 114대 | 공화당 | 62.90% | 144,682표 | 1위  | 노스캐롤라이나주 하원의원 당선 |
| 2016년 선거 | 하원의원 (노스캐롤라이나 제11선거구) | 115대 | 공화당 | 64.09% | 230,405표 | 1위  | 노스캐롤라이나주 하원의원 당선 |
| 2018년 선거 | 하원의원 (노스캐롤라이나 제11선거구) | 116대 | 공화당 | 59.21% | 178,012표 | 1위  | 노스캐롤라이나주 하원의원 당선 |